# Khu di tích nhà Trần tại Đông Triều

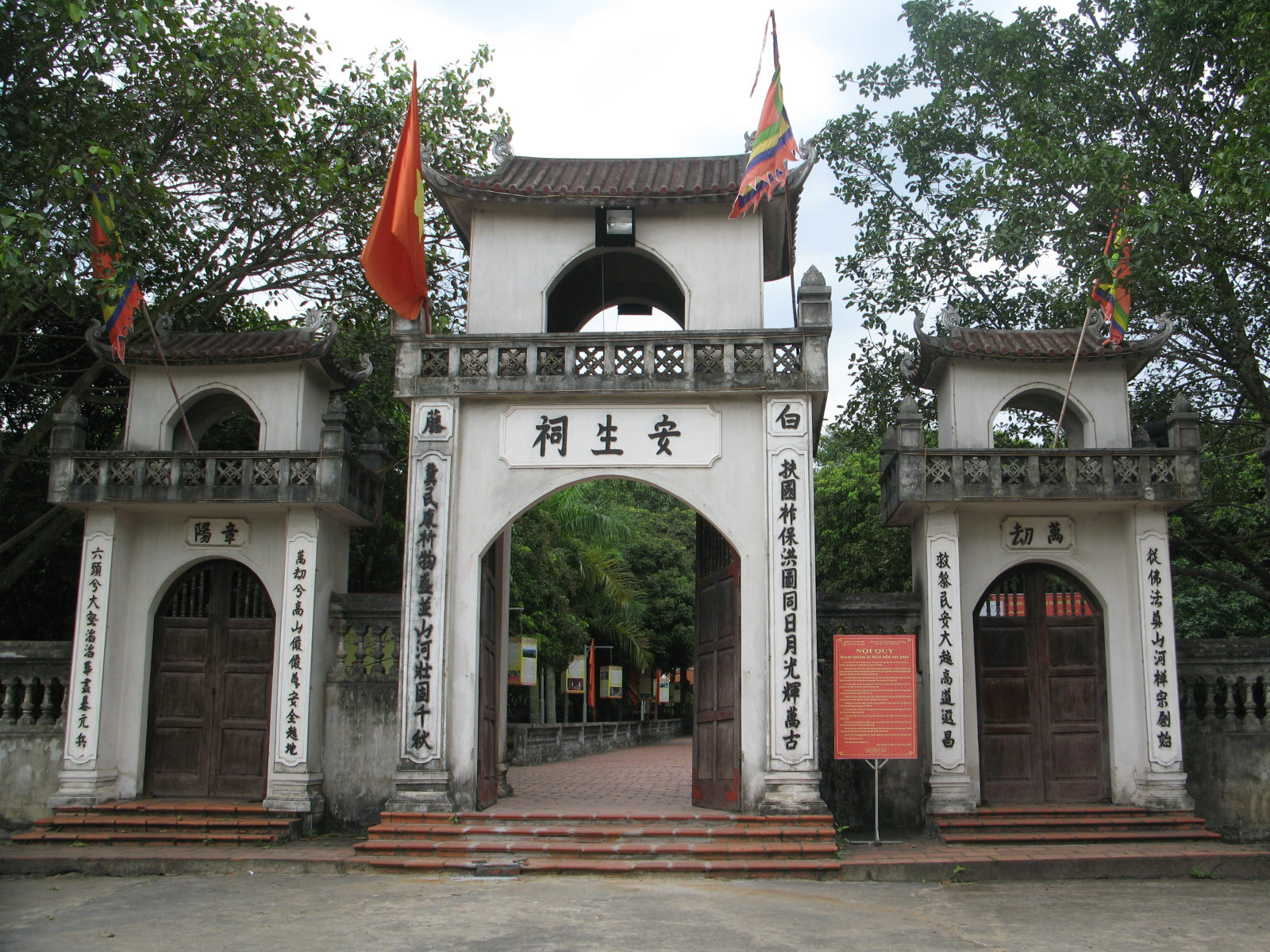
Đền An Sinh

Khu di tích nhà Trần tại Đông Triều, tỉnh Quảng Ninh được Thủ tướng Chính phủ xếp hạng di tích lịch sử Quốc gia đặc biệt (Quyết định số 2383/QĐ-TTg ngày 09/12/2013). Hiện nay, Khu di tích này được Thủ tướng Chính phủ phê duyệt Quy hoạch tổng thể bảo tồn và phát huy giá trị trong Quyết định số 307/QĐ-TTg, ngày 07/02/2013 với phạm vi nghiên cứu 11.095 ha, quy mô quy hoạch tổng thể là 2.206 ha, bao gồm 14 di tích nhà Trần và khu vực bảo vệ, dịch vụ du lịch bao quanh. Đây cũng là một trong những Khu di tích Quốc gia đặc biệt của Việt Nam.

## Tổng quan
Quần thể Khu di tích lịch sử nhà Trần tại Đông Triều nằm ở phía Nam dãy núi Đông Triều thuộc địa bàn 4 xã, phường: An Sinh, Bình Khê, Tràng An và Thủy An đã được Nhà nước đặc cách xếp hạng cấp quốc gia từ năm 1962. Quy hoạch khu di tích nhà Trần bao gồm 14 điểm di tích: Đền An Sinh, lăng Tư Phúc, đền Thái, Thái Lăng, Mục Lăng, Ngải Sơn Lăng, Phụ Sơn Lăng, Nguyên Lăng, Đồng Hỷ Lăng, chùa Ngọc Thanh, chùa Ngọa Vân, chùa Tuyết, chùa Quỳnh Lâm và chùa Hồ Thiên.

## Các di tích
- Đền An Sinh thờ các vị vua Trần Thái Tông, Trần Thánh Tông, Trần Nhân Tông, Trần Anh Tông, Trần Minh Tông, Trần Hiến Tông, Trần Nghệ Tông. Trần Giản Định, tức là Giản Định Đế, là vị vua nhà Hậu Trần, con trai của Trần Nghệ Tông, xưng đế năm 1407, cũng được thờ tại đây. Trong bán kính 4 km là rải rác các lăng mộ.
- Lăng Tư Phúc nằm trong quần thể lăng mộ, đền miếu nhà Trần tại An Sinh (Đông Triều), được xây dựng năm 1381 nhằm lưu giữ thần vị của 2 chủ lăng Chiêu Lăng và Dụ Lăng từ Tam Đường (Thái Bình) chuyển về.[2]
- Đền Thái hay Thái miếu nhà Trần toạ lạc trên đồi Đình, thôn Trại Lốc 2, xã An Sinh (Đông Triều).  Thời Nguyễn, di tích được xây dựng lại và gọi là đền Đốc Trại. Căn cứ tài liệu sắc phong còn lưu giữ tại Viện nghiên cứu Hán Nôm thì các vị thần được thờ ở đây là tám vị vua nhà Trần.[3]
- Thái Lăng là khu lăng mộ của vua Trần Anh Tông và Thuận Thánh Bảo Từ Hoàng Thái Hậu (1332). Theo sử sách ghi lại, khu lăng mộ vua Trần Anh Tông này là khu lăng mộ được nhà Trần xây dựng ở Đông Triều.[4]
- Mục lăng là lăng của vua Trần Minh Tông. Bia Trần triều bi ký cho biết: Minh Tông hoàng đế mất ngày 19 tháng 2 năm Đinh Dậu, táng tại lăng xứ Đồng Mục. Sách Đại Nam nhất thống chí viết: "Lăng Đồng Mục: lăng Trần Minh Tông, ở chân núi xã Yên Sinh, tẩm điện cũ rồng đá, kỳ lân đá vẫn còn".
- Ngải Sơn lăng hay còn gọi là An lăng là lăng vua Trần Hiến Tông.
- Lăng Phụ Sơn là lăng của vua Trần Dụ Tông. Tháng 6 năm 2012, Ban quản lý các di tích trọng điểm tỉnh Quảng Ninh và Trung tâm Nghiên cứu Kinh thành đã khai quật thăm dò di tích lăng Phụ Sơn. Kết quả khai quật đã phát hiện một phần nền móng của Chính Tẩm, dấu vết sân và tường bao và các loại gạch ngói dùng để xây dựng tại đây.[5]
- Nguyên Lăng là lăng vua Trần Nghệ Tông, đây là lăng tẩm cuối cùng được xây dựng ở An Sinh.[6]
- Đồng Hỷ Lăng hay còn gọi là lăng Đồng Hỷ toạ lạc ở núi Ngọc Thanh, khu Đạm Thủy, phường Thủy An, thành phố Đông Triều, tỉnh Quảng Ninh gồm công trình lăng tẩm và miếu thờ, được xây dựng năm 1377, là nơi an táng vua Trần Duệ Tông (1337- 1377). Theo "Đại Việt sử ký toàn thư" thì "tháng 9 năm 1377 chiêu hồn (của Duệ Tông) chôn ở Hỷ Lăng, miếu hiệu là Duệ Tông".